# ポール・ジョージ
ポール・クリフトン・アンソニー・ジョージ（Paul Clifton Anthony George, 1990年5月2日 - ）は、アメリカ合衆国カリフォルニア州パームデール出身のプロバスケットボール選手。NBAのフィラデルフィア・76ersに所属している。ポジションはシューティングガードまたはスモールフォワードを兼任するスウィングマン。

## 経歴

### カレッジ
大学時代はカリフォルニア州立大学フレズノ校で2年間プレーし、1年目は1試合平均14.3得点、FG47%、2年目は1試合平均16.8得点、FG42.4%、7.2リバウンドであった。

### インディアナ・ペイサーズ
2010年のNBAドラフトで1巡目10位でインディアナ・ペイサーズに指名された。2010-2011シーズンのオールルーキーセカンドチームに選出された。2012年のライジング・スターズ・チャレンジとスラムダンクコンテストにも選出された。

#### 2012-13シーズン
2012-2013シーズン、チームはエースのダニー・グレンジャーを怪我で失うも、自身は攻守両面で急成長しチームの顏となる活躍をし、チームをプレイオフに導いた。この年初めてNBAオールスターにも出場し、MIPも受賞した。

#### 2013-14シーズン
2013-2014シーズンには、ペイサーズは開幕9連勝などの快進撃でカンファレンス首位に躍り出ると共に、ジョージ自身も大台の平均20得点を記録し、オールスターにはスターターとして初選抜された。チームはシーズン後半に失速するもプレイオフ第1シードを獲得。カンファレンスファイナルでは昨年と同じくマイアミ・ヒートと対決。2勝4敗で破れファイナル進出はならなかった。ジョージはオールNBA3rdチームに、オールディフェンシブチームでは1stチームに選出された。

#### 2014-15シーズン

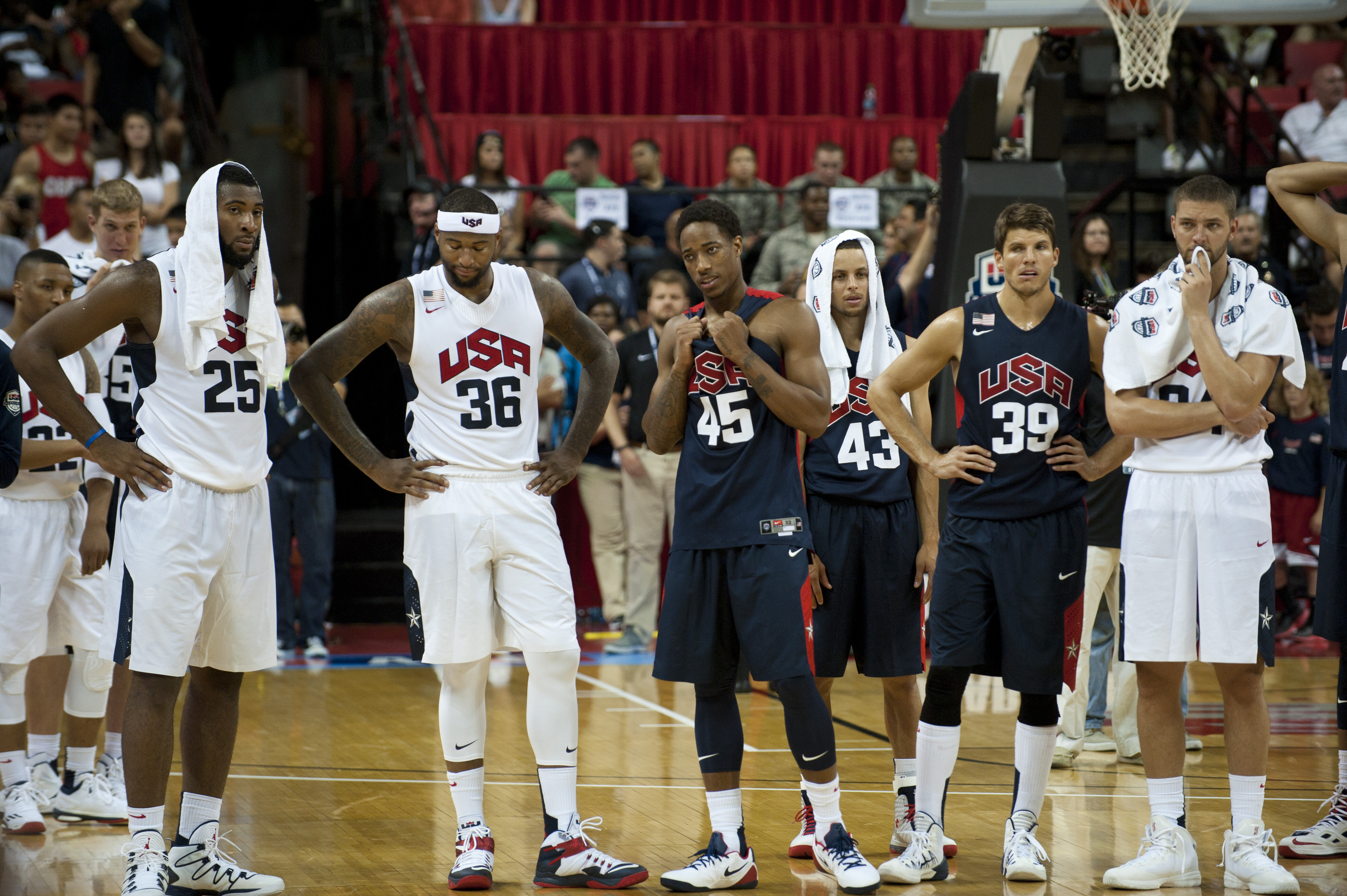
ジョージが重傷を負った後、深刻な顔をして見守る代表チームの選手たち

2013-2014シーズン終了後、ジョージはFIBAワールドカップのアメリカ代表選抜に向けたトレーニングキャンプに招集された。しかし8月1日に行われたアメリカ代表のエキシビションマッチにおいて、ターンオーバーからのジェームス・ハーデンのレイアップをブロックしようとした際に着地に失敗し、右足の腓骨と脛骨を開放骨折する重傷を負った。完治には12カ月ほどかかるとも言われ、2014-2015シーズンのNBAの試合は全休するのではないかとされていたが、手術後の懸命のリハビリを経て、2015年4月5日のマイアミ・ヒート戦で、新背番号「13」を着用し、見事に復帰を果たした。

#### 2015-16シーズン
前述の重傷から完全復活した2015-2016シーズンは、10月・11月度のイースタンカンファレンス月間最優秀選手に選出され、12月5日のユタ・ジャズ戦では自己最高の48得点を記録。2016年1月21日には、ファン投票で2年ぶりのNBAオールスターゲーム出場が決定した。

#### 2016-17シーズン

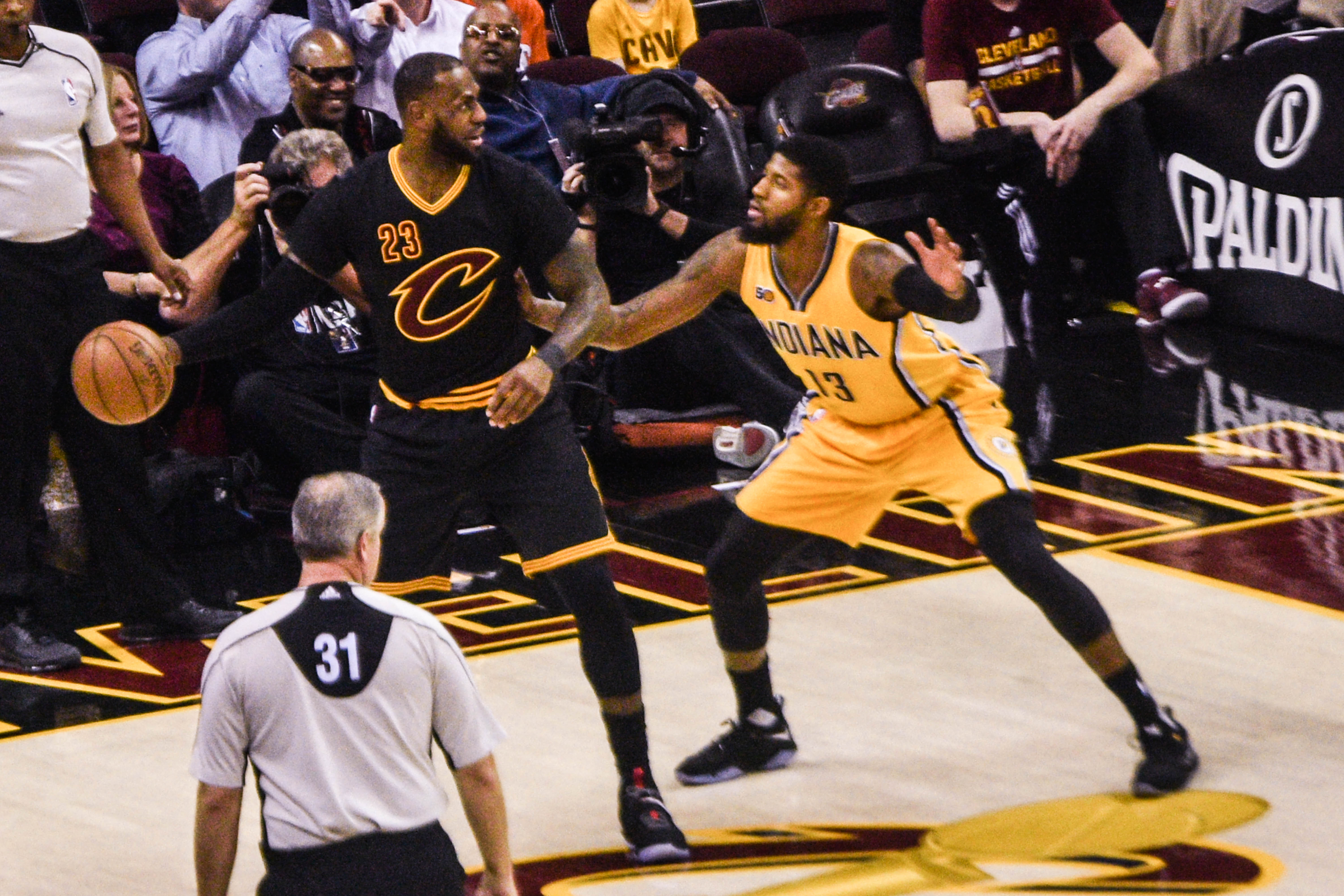
レブロン・ジェームズとマッチアップするジョージ（2017年）

2017年4月14日、ジョージは4月の間、1試合平均32.8得点、8.2リバウンド、4.5アシストを記録しカンファレンス月間最優秀選手に選ばれた。

### オクラホマシティ・サンダー

#### 2017-18シーズン
2017年7月1日、ビクター・オラディポ、ドマンタス・サボニスとのトレードでオクラホマシティ・サンダーへ移籍。2017年11月10日に行われたロサンゼルス・クリッパーズ戦でシーズンハイとなる42得点を含む9リバウンド、7アシストを記録。12月27日に行われたトロント・ラプターズ戦で33得点、フランチャイズのゲーム記録タイとなる7本の3ポイントを記録した。
2018年1月27日、負傷したデマーカス・カズンズの代替として、2月18日にロサンゼルスのステイプルズ・センターで行われるNBAオールスターゲームに出場した。2月1日に行われたデンバー・ナゲッツ戦でシーズンハイとなる43得点を記録した。4月15日のプレーオフ1回戦、対ユタ・ジャズの初戦で36得点、チームのプレーオフ記録となる8本の3ポイントを記録しチームを勝利に導いた。
シーズン終了後FAとなり、自身の地元であるロサンゼルス・レイカーズへの移籍が予想された中、2018年7月に4年総額1億3700万ドルでサンダーと再契約を結んだ。

#### 2018-19シーズン
サンダー2年目となったシーズンで昨年を大きく上回る活躍を見せた。相棒のラッセル・ウェストブルックとリーグ屈指のダイナミックデュオとして活躍し、史上9組目となる同じ試合で同時にトリプルダブルを記録した。12月5日に行われたブルックリン・ネッツ戦では移籍後最多の47得点を記録した。なお、この試合でキャリア初の決勝点を記録した。また、2月12日のポートランド・トレイルブレイザーズとの対戦でもキャリアハイに1得点及ばなかったものの、47得点を記録した。シーズン終盤は肩の故障で成績を落とすも、自身初のオールNBAチーム1stチーム選出、スティール王獲得、NBA最優秀守備選手賞最終候補ノミネートなどキャリアベストのシーズンを送った。

### ロサンゼルス・クリッパーズ

#### 2019-20シーズン
2019年7月10日、シェイ・ギルジアス＝アレクサンダー、ダニーロ・ガリナリ、複数のドラフト1巡目指名権及びスワップ権との交換でロサンゼルス・クリッパーズに移籍した。シーズンデビュー戦は肩の手術ためシーズン開始から11試合欠場し、11月14日のニューオーリンズ・ペリカンズ戦がクリッパーズのデビュー戦となった。ジョージ自身は32得点を記録したがチームは132-127で敗北した。自身9回目となるプレーオフでは、平均20.2得点、フィールドゴール成功率39%と振るわなかった。

#### 2020-21シーズン
2020年12月10日、クリッパーズと4年総額1億9000万ドルで契約延長した。同年12月22日のロサンゼルス・レイカーズ戦にて33得点を記録し、116-109でシーズン開幕戦の勝利に導いた。オールスターにも選出されるなど安定した活躍を見せ、オールNBA3rdチームに選出された。
プレーオフ2回戦のユタ・ジャズとの第6戦目で28得点、9リバウンド、7アシスト、3スティールを記録し、カワイ・レナードが欠場した中クリッパーズをフランチャイズ史上初となるウエスタンカンファレンスファイナルに導いた。カンファレンスファイナルではフェニックス・サンズと対戦し、第5戦ではプレーオフでの自己最多となる41得点を含む13リバウンド、6アシストを記録し、この試合でプレーオフで最初の試合から18試合連続で20得点以上を記録した。他にこれを成し遂げたのはマイケル・ジョーダン、コービー・ブライアント、ケビン・デュラントら3人のみ。クリッパーズは第6戦で敗れたが、プレーオフでつきまとっていた勝負弱いイメージを払拭させる活躍を見せた。

#### 2023-24シーズン
3月20日、ポートランド・トレイルブレイザーズとの対戦で4本の3ポイントを成功させるなど、1シーズンに成功させた3ポイント数を205本とし、これまでJ・J・レディックが持っていた201本を上回り、球団記録を達成した。オフにプレイヤーオプションを破棄し、FAとなった。

### フィラデルフィア・76ers
2024年7月6日にフィラデルフィア・76ersと4年総額2億1200万ドルのマックス契約を結んだ。故障で開幕からの数試合を欠場した後に複帰したが、以降も故障で度々欠場し、膝の故障で3月前半以降の試合を全休するなど、チームもプレーオフ出場を逃した。

## 選手としての特徴
NBA.comは、ジョージの身長を6フィート8インチ（203cm）と記載しているが、インディアナポリス・スターによると、2011年12月に5.1cm身長が伸び、6フィート10インチ（208cm）に達していると報告している。元々はシューティングガードでプレーしていたが、インディアナ・ペイサーズ在籍時にシューティングガードであるランス・スティーブンソンとポジションが被っていたため、スモールフォワードで起用されていた。
スムーズなフットワークとガード顔負けのシュート力やボールハンドリングに加えて運動能力も高く、パスやリバウンドも平均値以上でこなせるオールラウンダーである。2012年と2014年にはスラムダンクコンテストにも参加しており、2014年は決勝まで進んでいる。また、リーグ屈指のディフェンダーの1人であり、2014年2月10日にペイサーズがデンバー・ナゲッツに勝利した後、当時ナゲッツのヘッドコーチだったブライアン・ショウは、「このゲームで最高のツーウェイプレーヤー」と述べた。

## 個人成績

### NBA

#### レギュラーシーズン
| シーズン     | チーム       | GP  | GS  | MPG  | FG%  | 3P%  | FT%   | RPG | APG | SPG | BPG | PPG  |
| ------------ | ------------ | --- | --- | ---- | ---- | ---- | ----- | --- | --- | --- | --- | ---- |
| 2010–11      | IND          | 61  | 19  | 20.7 | .453 | .297 | .762  | 3.7 | 1.1 | 1.0 | .4  | 7.8  |
| 2011–12      | IND          | 66  | 66  | 29.7 | .440 | .385 | .802  | 5.6 | 2.4 | 1.6 | .6  | 12.1 |
| 2012–13      | IND          | 79  | 79  | 37.6 | .419 | .362 | .807  | 7.6 | 4.1 | 1.8 | .6  | 17.4 |
| 2013–14      | IND          | 80  | 80  | 36.2 | .424 | .364 | .864  | 6.8 | 3.5 | 1.9 | .3  | 21.7 |
| 2014–15      | IND          | 6   | 0   | 15.2 | .367 | .409 | .727  | 3.7 | 1.0 | .8  | .2  | 8.8  |
| 2015–16      | IND          | 81  | 81  | 34.8 | .418 | .372 | .860  | 7.0 | 4.1 | 1.9 | .4  | 23.1 |
| 2016–17      | IND          | 75  | 75  | 35.9 | .461 | .394 | .898  | 6.6 | 3.3 | 1.6 | .4  | 23.7 |
| 2017–18      | OKC          | 79  | 79  | 36.6 | .430 | .401 | .822  | 5.7 | 3.3 | 2.0 | .5  | 21.9 |
| 2018–19      | OKC          | 77  | 77  | 36.9 | .438 | .386 | .839  | 8.2 | 4.1 | 2.2 | .4  | 28.0 |
| 2019–20      | LAC          | 48  | 48  | 29.6 | .439 | .412 | .876  | 5.2 | 3.9 | 1.4 | .4  | 21.5 |
| 2020–21      | LAC          | 54  | 54  | 33.7 | .467 | .411 | .868  | 6.6 | 5.2 | 1.1 | .4  | 23.3 |
| 2021–22      | LAC          | 31  | 31  | 34.7 | .421 | .354 | .858  | 6.9 | 5.7 | 2.2 | .4  | 24.3 |
| 2022–23      | LAC          | 56  | 56  | 34.6 | .457 | .371 | .871  | 6.1 | 5.1 | 1.5 | .4  | 23.8 |
| 2023–24      | LAC          | 74  | 74  | 33.8 | .471 | .413 | .907  | 5.2 | 3.5 | 1.5 | .5  | 22.6 |
| 2024–25      | PHI          | 41  | 41  | 32.5 | .430 | .358 | .814  | 5.3 | 4.3 | 1.8 | .5  | 16.2 |
| 通算         | 通算         | 908 | 860 | 33.6 | .440 | .383 | .853  | 6.3 | 3.7 | 1.7 | .4  | 20.6 |
| オールスター | オールスター | 9   | 3   | 23.1 | .496 | .380 | 1.000 | 3.3 | 3.0 | 1.3 | .1  | 18.0 |

#### プレーオフ
| シーズン | チーム | GP  | GS  | MPG  | FG%  | 3P%  | FT%  | RPG | APG | SPG | BPG | PPG  |
| -------- | ------ | --- | --- | ---- | ---- | ---- | ---- | --- | --- | --- | --- | ---- |
| 2011     | IND    | 5   | 5   | 26.6 | .303 | .231 | .875 | 5.0 | 1.0 | 1.4 | 2.0 | 6.0  |
| 2012     | IND    | 11  | 11  | 33.7 | .389 | .268 | .786 | 6.6 | 2.4 | 1.6 | .4  | 9.7  |
| 2013     | IND    | 19  | 19  | 41.0 | .430 | .327 | .727 | 7.4 | 5.1 | 1.3 | .5  | 19.2 |
| 2014     | IND    | 19  | 19  | 41.1 | .438 | .403 | .789 | 7.6 | 3.8 | 2.2 | .4  | 22.6 |
| 2016     | IND    | 7   | 7   | 39.3 | .455 | .419 | .953 | 7.6 | 4.3 | 2.0 | .7  | 27.3 |
| 2017     | IND    | 4   | 4   | 43.0 | .386 | .429 | .867 | 8.8 | 7.3 | 1.8 | .5  | 28.0 |
| 2018     | OKC    | 6   | 6   | 41.9 | .408 | .365 | .861 | 6.0 | 2.7 | 1.3 | .7  | 24.7 |
| 2019     | OKC    | 5   | 5   | 40.8 | .436 | .319 | .816 | 8.6 | 3.6 | 1.4 | .2  | 28.6 |
| 2020     | LAC    | 13  | 13  | 36.8 | .398 | .333 | .909 | 6.1 | 3.8 | 1.5 | .5  | 20.2 |
| 2021     | LAC    | 19  | 19  | 40.8 | .441 | .336 | .844 | 9.6 | 5.4 | 1.0 | .5  | 26.9 |
| 2024     | LAC    | 6   | 6   | 37.1 | .411 | .367 | .840 | 6.8 | 4.8 | 1.2 | .5  | 19.5 |
| 通算     | 通算   | 114 | 114 | 39.0 | .423 | .352 | .826 | 7.5 | 4.1 | 1.5 | .5  | 21.2 |

### カレッジ
| シーズン | チーム            | GP | GS | MPG  | FG%  | 3P%  | FT%  | RPG | APG | SPG | BPG | PPG  |
| -------- | ----------------- | -- | -- | ---- | ---- | ---- | ---- | --- | --- | --- | --- | ---- |
| 2008–09  | フレズノ ステート | 34 | 34 | 34.6 | .470 | .447 | .697 | 6.2 | 1.9 | 1.7 | 1.0 | 14.3 |
| 2009–10  | フレズノ ステート | 29 | 29 | 33.2 | .424 | .353 | .909 | 7.2 | 3.0 | 2.2 | .8  | 16.8 |
| 通算     | 通算              | 63 | 63 | 33.9 | .447 | .396 | .803 | 6.7 | 2.4 | 2.0 | .9  | 15.5 |

## 脚註
1. ↑  “Paul-George”.   draftexpress.com (2010年). 2020年12月11日閲覧。
2. ↑  Paul George NBA公式サイト
3. ↑  Paul Clifton Anthony GEORGE (USA)'s profile - 2016 Rio 2016 - Olympic Basketball Tournament (Men) FIBA（国際バスケットボール連盟）公式サイト
4. ↑  Profile --NBA.com
5. ↑  Favors scores 35 as Jazz beat Pacers 122-119 in OT
6. ↑  “Indiana Pacers' Paul George, LA Clippers' Chris Paul named Kia Players of Month” (英語). NBA.com (2017年4月14日). 2017年4月18日閲覧。
7. ↑  ポール・ジョージがサンダーへトレード　NBA  JAPAN
8. ↑  “George scores 42, Thunder beat Clippers to snap 4-game skid” (英語). ESPN.com.  ESPN (2017年11月10日). 2018年4月10日閲覧。
9. ↑  “George, Westbrook lead Thunder past Raptors 124-107” (英語). ESPN.com.  ESPN (2017年12月27日). 2018年4月10日閲覧。
10. ↑  “Paul George to replace Demarcus Cousins on Team LeBron in 2018 NBA All-Star Game” (英語). NBA.com (2018年1月27日). 2018年1月28日閲覧。
11. ↑  “Harris hits 3 at buzzer, Nuggets beat Thunder 127-124” (英語). ESPN.com.  ESPN (2018年2月1日). 2018年4月10日閲覧。
12. ↑  “George scores 36, leads Thunder to 116-108 win over Jazz” (英語). ESPN.com (2018年4月15日). 2018年4月16日閲覧。
13. ↑  “Paul George agrees with Thunder on 4-year, $137 million deal” (英語). ESPN.com (2018年7月2日). 2018年8月15日閲覧。
14. ↑  “Thunder Signs Paul George to Multi-Year Contract” (英語). NBA.com (2018年7月6日). 2018年8月15日閲覧。
15. ↑  “Paul George scores 25 in 4th vs. Nets; Russell Westbrook passes Jason Kidd on triple-double list” (英語). ESPN.com (2018年12月6日). 2019年1月24日閲覧。
16. ↑  “Westbrook sets new triple-double record in Thunder win” (英語).   ESPN (2019年2月12日). 2024年4月5日閲覧。
17. ↑  “L.A. Clippers Acquire Six-Time NBA All-Star Paul George” (英語).   NBA.com (2019年7月10日). 2019年11月18日閲覧。
18. ↑  “Paul George injury update: Clippers star to miss at least first 10 games, per Doc Rivers” (英語). CBSSports.com (2019年10月13日). 2020年2月17日閲覧。
19. ↑  “Paul George Says He Was 'Terrible' in Clippers Debut Despite Scoring 33 Points” (英語). Bleacher Report (2020年11月15日). 2020年2月17日閲覧。
20. ↑  “Paul George Contract Extension”. 2020年12月10日閲覧。
21. ↑  Polacek, Scott (2020年12月22日). “Paul George, Kawhi Leonard Dominant as Clippers Beat LeBron James, Lakers”. Bleacher Report. 2020年12月23日閲覧。
22. ↑  Azarly, Tomer (2020年12月24日). “Clippers' Kawhi Leonard, Paul George react to win over LeBron James, Lakers”. ClutchPoints. 2020年12月24日閲覧。
23. ↑  Salao, Renzo (2021年6月18日). “VIDEO: Clippers star Paul George’s immediate reaction to Terance Mann’s shocking Game 6”. ClutchPoints. 2021年6月18日閲覧。
24. ↑  “クリッパーズのジョージ、ナゲッツのポーターJr.がシーズン最多3ポイント成功記録を樹立”.   バスケットボールキング (2024年3月23日). 2024年3月24日閲覧。
25. ↑  “Paul George Signed by Philadelphia 76ers” (英語). www.nba.com. 2024年7月7日閲覧。
26. ↑  “ポール・ジョージ、”タイトル獲得”に専念するためポッドキャスト休止…ファンは困惑”. バスケットボールキング (2025年2月27日). 2025年4月17日閲覧。
27. ↑  “失意のシーズンを送るセブンティシクサーズ、ドラフト外ルーキーのジャスティン・エドワーズが『思わぬ収穫』に”. バスケットボールカウント. 2025年4月17日閲覧。
28. ↑  Wells, Mike (2011年12月15日). “Pacers: George is still growing”. The Indianapolis Star.  オリジナルの2012年1月8日時点におけるアーカイブ。 2012年1月1日閲覧。
29. ↑  “WHO'S BETTER: PAUL GEORGE OR JAMES HARDEN?”. Dime Magazine (2013年12月13日). 2014年4月24日閲覧。
30. ↑  Beecken, Ben (2013年12月28日). “How good is Paul George?”. Sports Illustrated. 2014年4月24日閲覧。
31. ↑  Golliver, Ben (2014年2月18日). “Grading the 2014 Slam Dunk Contest”. Sports Illustrated. 2014年4月24日閲覧。
32. ↑  “2013 NBA Player Rankings: 11–15”. ESPN.com (2013年10月18日). 2014年4月24日閲覧。
33. ↑  Lund, Spencer (2014年2月11日). “BRIAN SHAW CALLS PAUL GEORGE "THE BEST TWO-WAY PLAYER IN THE GAME"”. Dime Magazine. 2014年4月24日閲覧。